# Тодірешть (комуна, Васлуй)
Тодірешть, Тодірешті (рум. Todirești) — комуна у повіті Васлуй в Румунії. До складу комуни входять такі села (дані про населення за 2002 рік):
- Валя-Попій (163 особи)
- Віїшоара (145 осіб)
- Дреджешть (394 особи)
- Котік (371 особа)
- Плопоаса (231 особа)
- Софронешть (162 особи)
- Сіліштя (377 осіб)
- Тодірешть (972 особи)
- Хук (579 осіб)

Комуна розташована на відстані 285 км на північ від Бухареста, 35 км на північний захід від Васлуя, 38 км на південний захід від Ясс.

## Населення
За даними перепису населення 2002 року у комуні проживали 5392 особи. Усі жителі комуни рідною мовою назвали румунську.
Національний склад населення комуни:
| Національність | Кількість осіб | Відсоток |
| -------------- | -------------- | -------- |
| румуни         | 5383           | 99,8%    |
| цигани         | 9              | 0,2%     |

Склад населення комуни за віросповіданням:
| Релігія       | Кількість осіб | Відсоток |
| ------------- | -------------- | -------- |
| православні   | 5322           | 98,7%    |
| адвентисти    | 42             | 0,8%     |
| п'ятдесятники | 25             | 0,5%     |
| баптисти      | 1              | < 0,1%   |
| лютерани      | 1              | < 0,1%   |
| атеїсти       | 1              | < 0,1%   |

## Зовнішні посилання
- Дані про комуну Тодірешть на сайті Ghidul Primăriilor